# Пиранези, Франческо
Франче́ско Пиране́зи (итал. Francesco Piranesi; 4 апреля 1758, или 1761 Рим — 23 января 1810, Париж) — итальянский гравёр, живописец, архитектор, коллекционер, антиквар и торговец произведениями античного искусства. Сын более известного архитектора и гравёра Джованни Баттиста Пиранези, продолжил серию его гравюр, изображающих памятники античного Рима.

## Биография
Франческо Пиранези родился в Риме. Он был старшим сыном Джованни Баттиста Пиранези и Анджелы Пасквини, дочери садовника принца Корсини, — вторым из пяти братьев и сестёр в семье. Обучался искусству гравюры у отца, а также у старшей сестры Лауры (1754—1789), которая тоже была признанным гравёром. Франческо начал помогать отцу и гравировать по собственным рисункам в 1775 году. Изучал архитектуру у Пьера-Адриена Пари, технику гравюры у Джованни Вольпато и Доменико Кунего, пейзажную живопись у немецкого художника Якоба Филиппа Хаккерта и его брата Георга.
Франческо сопровождал отца в двух поездках к древнеримским руинам в 1770 и в 1778 годах в Пестум, Помпеи и Геркуланум.
Франческо входил в число гравёров, которые сотрудничали с Бенедетто Мори и архитектором Аугусто Роза, считавшимся изобретателем феллопластики, искусства создания масштабных моделей древних памятников из пробки. Отец Франческо создал серию подготовительных рисунков Пестума, которые были завершены сыном. Трудно с точностью определить начало деятельности Франческо как гравёра, поскольку, пока был жив его отец, он подписывал своим именем почти все гравюры, выходившие из его мастерской, даже если они были выполнены помощниками. Во второй половине 1770-х годов Франческо занимался изучением и обмерами интерьера Пантеона, для которых он сделал множество рисунков, позднее награвированных и опубликованных во втором томе «Собрания античных храмов» (Raccolta dei Tempj antichi), который вышел в 1790 году. В том же году он начал серию, посвящённую древним статуям, бюстам, вазам и фрагментам, основанную на рисунках Томмазо Пироли и других художников, опубликовав «Сборник самых красивых статуй Рима» по рисункам Пироли и других художников.
После смерти отца 9 ноября 1778 года, вскоре после второй поездки, Франческо вместе с братом Пьетро и сестрой Лаурой унаследовал его издательский дом и был ответственен за печать и продажу последующих изданий отцовских гравюр. В следующие годы Пиранези преимущественно создавал гравюры античных скульптур. В 1786 году, венецианец Андреа Меммо заказал Франческо гравюру, воспроизводящую проект площади Прато-делла-Валле в Падуе.
Франческо сотрудничал с французским живописцем Луи-Жаном Депре, создав серию раскрашенных им акварелью гравюр с видами Неаполя, Помпей и Рима, которые были отпечатаны в 1783 году и продавались в семейной мастерской Пиранези в Риме. Хотя объявление 1783 года обещало 48 видов, серия не была завершена до тех пор, пока Депре не покинул Рим, чтобы поступить на службу шведского короля Густава III.

### Шведский шпион

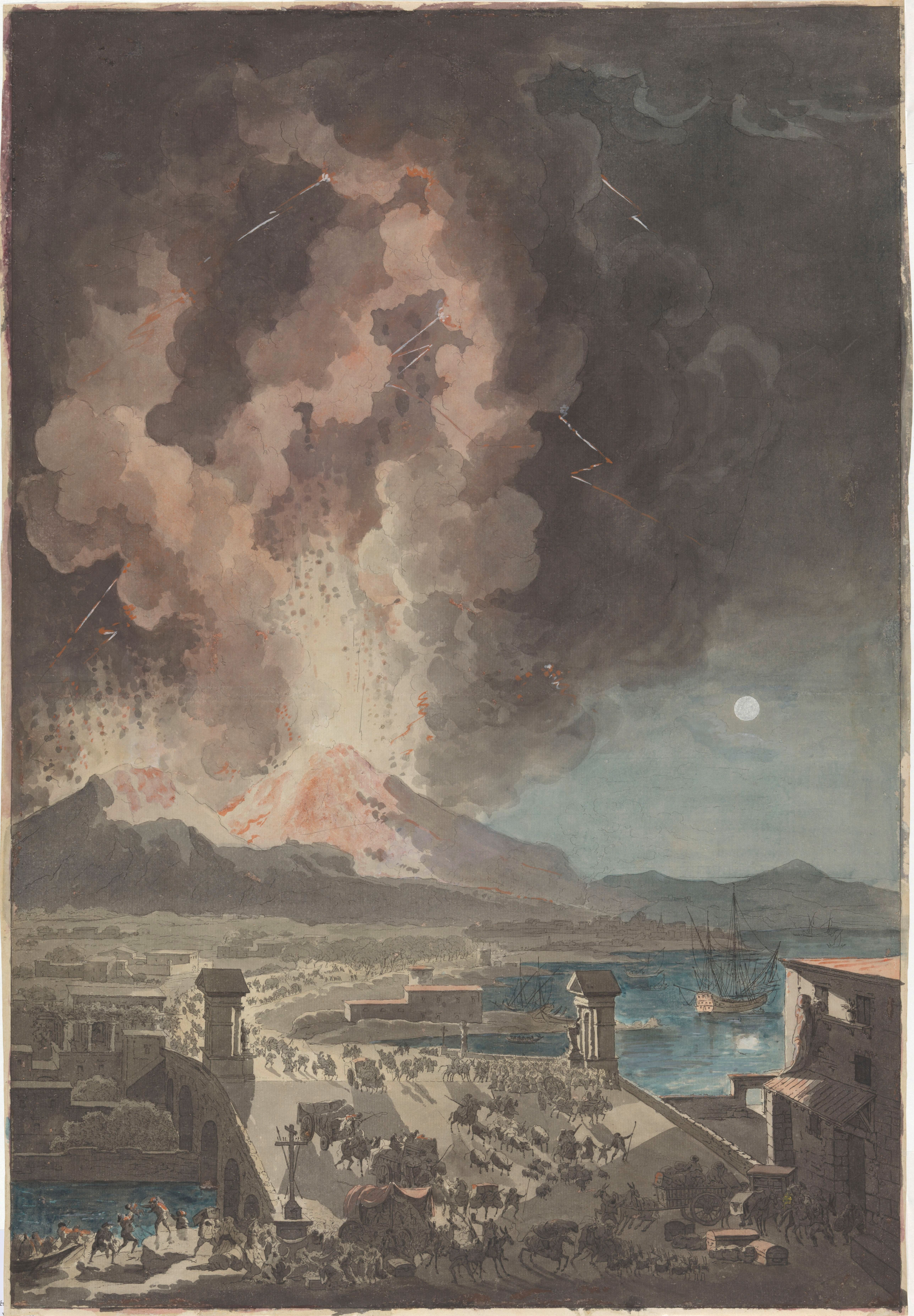
Извержение Везувия 8 августа 1779 года. Вид с Понте-делла Маддалена, Неаполь. 1783. Бумага, акварель, гуашь. Рейксмюсеум, Амстердам

В 1783 году Франческо Пиранези опубликовал том гравюр «Театр Геркуланума» (Il teatro di Ercolano), посвятив его королю Густаву III Шведскому, с которым он встретился в 1783 году во время его визита в Рим. Он получил дипломатические поручения с целью развития торговых и художественных отношений между Швецией и Папским государством. Его первым заданием был поиск в архивах Ватикана документов, касающихся королевы Швеции Кристины. В сентябре 1784 года Франческо также продал часть мраморных статуй из семейной коллекции строительному музею в Стокгольме в обмен на годовую пенсию. Эти произведения составили основу Музея древностей короля Густава III.
На фронтисписе серии, посвящённой театру Геркуланума, есть первое посвящение шведскому королю Густаву III: «щедрому покровителю изящных искусств». Известно, что ещё за год до этого Франческо начал переписку с главой шведской канцелярии бароном Фреденгеймом, объявив о намерении стать специальным агентом шведского короля в Италии по вопросам изобразительного искусства.
После убийства Густава III в 1792 году Франческо Пиранези был нанят бароном Рёттергольмом, главой регентского совета, управлявшего Швецией во время правления Густава IV Адольфа и вовлечён в шпионскую операцию против шведского посла при Неаполитанском дворе барона Армфельта, обвинённого в заговоре против шведского правительства. Рёттергольм поручил Пиранези шпионить за любимцем покойного короля, Густавом Морицем Армфельтом, который был одним из тех, кого король назначил в регентский совет по завещанию, но которого Рёттергольм лишил власти. Пиранези смог выкрасть письма Армфельта, которые тот хранил в британском посольстве во Флоренции, прежде чем начать работу в качестве иностранного посланника в Сицилийском королевстве. Эти письма были основными доказательствами против Армфельта, когда его заочно осудили за государственную измену и приговорили к смертной казни, которую он смог избежать, бежав в Россию.
В 1794 году миссия Пиранези закончилась поимкой и заключением в тюрьму агентов, посланных с Армфельтом в Неаполь для выполнения миссии, и обвинением Армфельта от неаполитанского правительства в заговоре. Успешно завершив дело, в мае 1794 года Франческо Пиранези был назначен представителем Швеции в Риме, и занимал этот пост до января 1798 года. В эти годы Пиранези и его брат Пьетро, укрепляли торговые отношения между Швецией и папским государством, создав обширную торговую сеть.
В январе 1793 года Франческо получил задание присмотреть за пребыванием принцессы Софии Альбертины, сестры Густава III, приехавшей с визитом в Рим. Франческо сопровождал её во время визитов в Рим, а также в Тиволи, Альбано, Дженцано-ди-Рома и Кастель-Гандольфо. Он отвечал за написание хроники этого пребывания, которая будет опубликована под заголовком «Отчёт или газета о прибытии и пребывании в Риме Её Королевского Высочества Софии Альбертины, принцессы Швеции» (Ragguaglio ossia giornale della venuta e permanenza in Roma di S.A.R. Sofia Albertina Principessa di Svezia).
В 1796 году Густав IV Адольф Шведский достиг совершеннолетия и принял регентство. В 1797 году Франческо подружился с Жозефом Бонапартом, который был назначен послом в Риме и предложил ему помочь установить отношения с Густавом Адольфом, но в январе 1798 года король отозвал у Франческо все дипломатические поручения. Франческо вернул свои верительные грамоты и отказался от предложения продолжать получать пенсию, причитающуюся ему за передачу мраморных скульптур из его коллекции в музей в Стокгольме, потребовав лишь компенсации за расходы, которые он понёс из-за неаполитанской миссии.

### Под покровительством Наполеона. Мастерская халкографии в Париже
Оккупация итальянского полуострова в 1798 году французской революционной армией привела к установлению недолговечной Римской республики. Пиранези вскоре завоевал доверие французских чиновников, управляющих республикой, и стал государственным служащим. Когда республика пала, вместе со своим младшим братом Пьетро, он бежал в Париж, где начал сотрудничать с правительством Талейрана. Французское правительство поручало ему коммерческие и художественные задачи и способствовало его инициативам. Братья Пиранези открыли там филиал семейного предприятия — халкографическую компанию (производство гравюр на меди) под названием «Piranesi Frères» (Братья Пиранези), которая перепечатывала ранние римские гравюры, а также производила керамические вазы, имитируя древние этрусские артефакты.
Интегрированный в парижскую художественную жизнь, Франческо участвовал в 3-й Национальной выставке 1802 года и был призван Министерством внутренних дел в качестве знатока искусства и советника по важным делам.
С 1804 по 1807 год Франческо Пиранези гравировал альбом «Древности Великой Греции» (Antiquités de la Grande-Grèce) в трёх томах на основе рисунков своего отца, своих собственных, а также последних работ в сотрудничестве с Пироли. В 1807 году его брат Пьетро покинул компанию, ликвидировав свою долю наследства, и вернулся в Рим.
Активная деятельность Франческо в Париже, включая издание художественного журнала и создание художественной академии, в программу которой входили различные курсы по живописи, архитектуре, скульптуре, гравюре и ремёслам, но которая просуществовала не позднее 1805 года. По словам художницы Марии Косвей она была разочаровывающей своими результатами и неясными целями, потребовала огромных усилий. финансовых вложений, но невзгоды рынка довели Франческо до банкротства и его постигла жесточайшая нищета, усугублённая воровством компаньонов. Подвергаясь преследованиям и угрозам со стороны кредиторов, он был вынужден заложить филиалы. Наполеону был представлен доклад о неудачном положении предприятий Франческо Пиранези. Французское государство пыталось спасти его, прежде всего, чтобы сохранить халкографию, считавшуюся самой важной в Европе, при условии, что Франческо будет заниматься исключительно гравюрой, а 4 декабря 1809 года императорский указ уполномочил министра внутренних дел приобрести мастерскую Пиранези за 300 000 франков, которые должны быть розданы кредиторам, но Франческо внезапно скончался 23 января 1810 года. В панегирике выражалось сожаление об отсутствии его брата Пьетро.
В 1819 году книгопечатанием и изданием гравюр занялись новые владельцы: книготорговец Л. Лами и типограф В. Кюссак, которые по предварительному заказу напечатали издание «Избранных сочинений», состоящее из 110 раздаточных материалов с ежемесячной периодичностью в 10 листов каждый. В 1829 году Лами и Кюссак решили продать филиалы.
В 1839 году коллекция гравюр семьи Пиранези была приобретена «Халкографической камерой» (Chalcografia Camerale), основанной папой Григорием XVI, и перевезена в Рим. Теперь эта коллекция принадлежит Центральному институту графики.

## Галерея

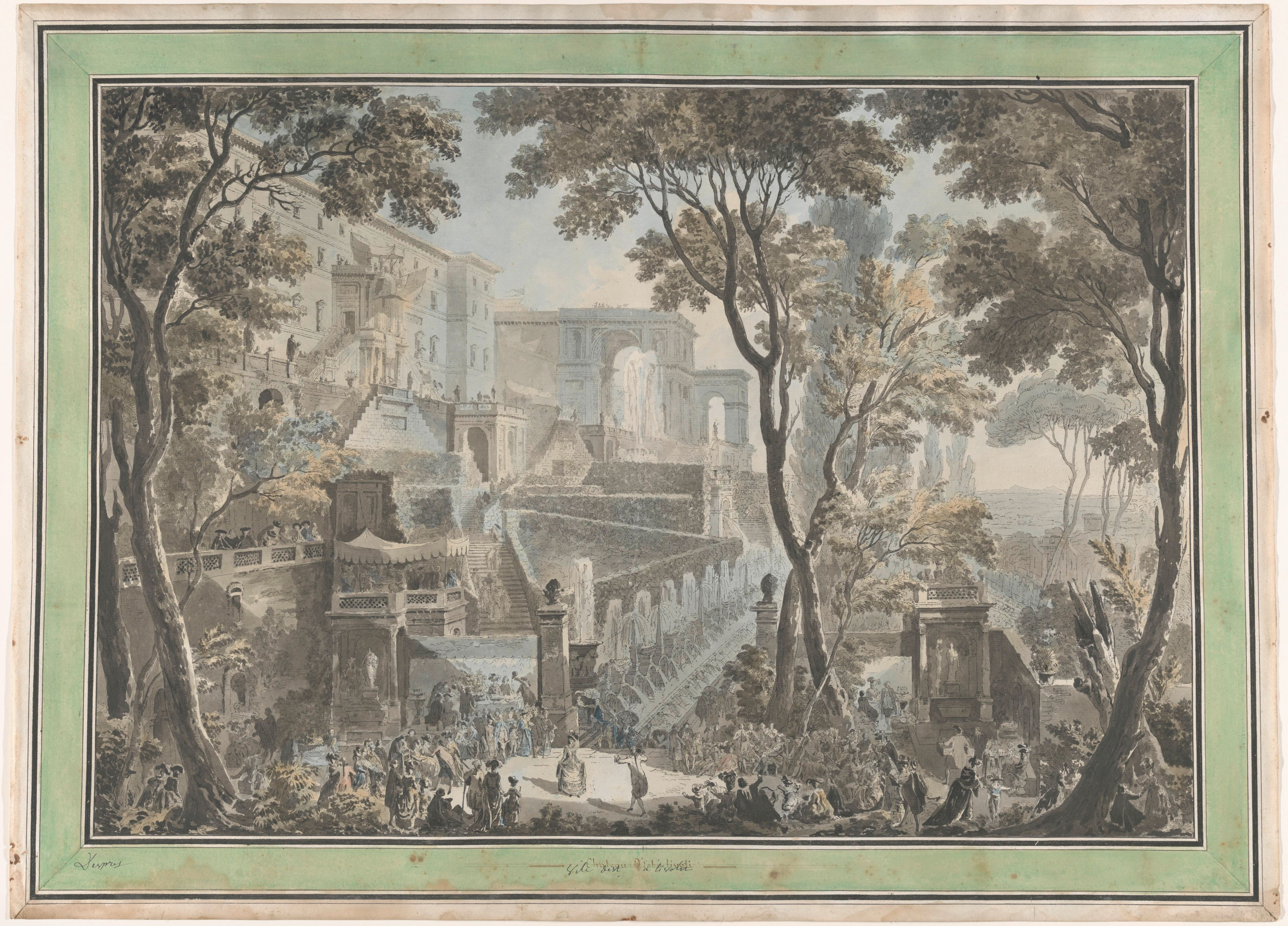
Вид на дворец Виллы д'Эсте со стороны Фонтана дель Овато. 1783. Раскрашенный акварелью офорт Ф. Пиранези по рисунку Луи-Жана Депре. Рейксмюсеум, Амстердам
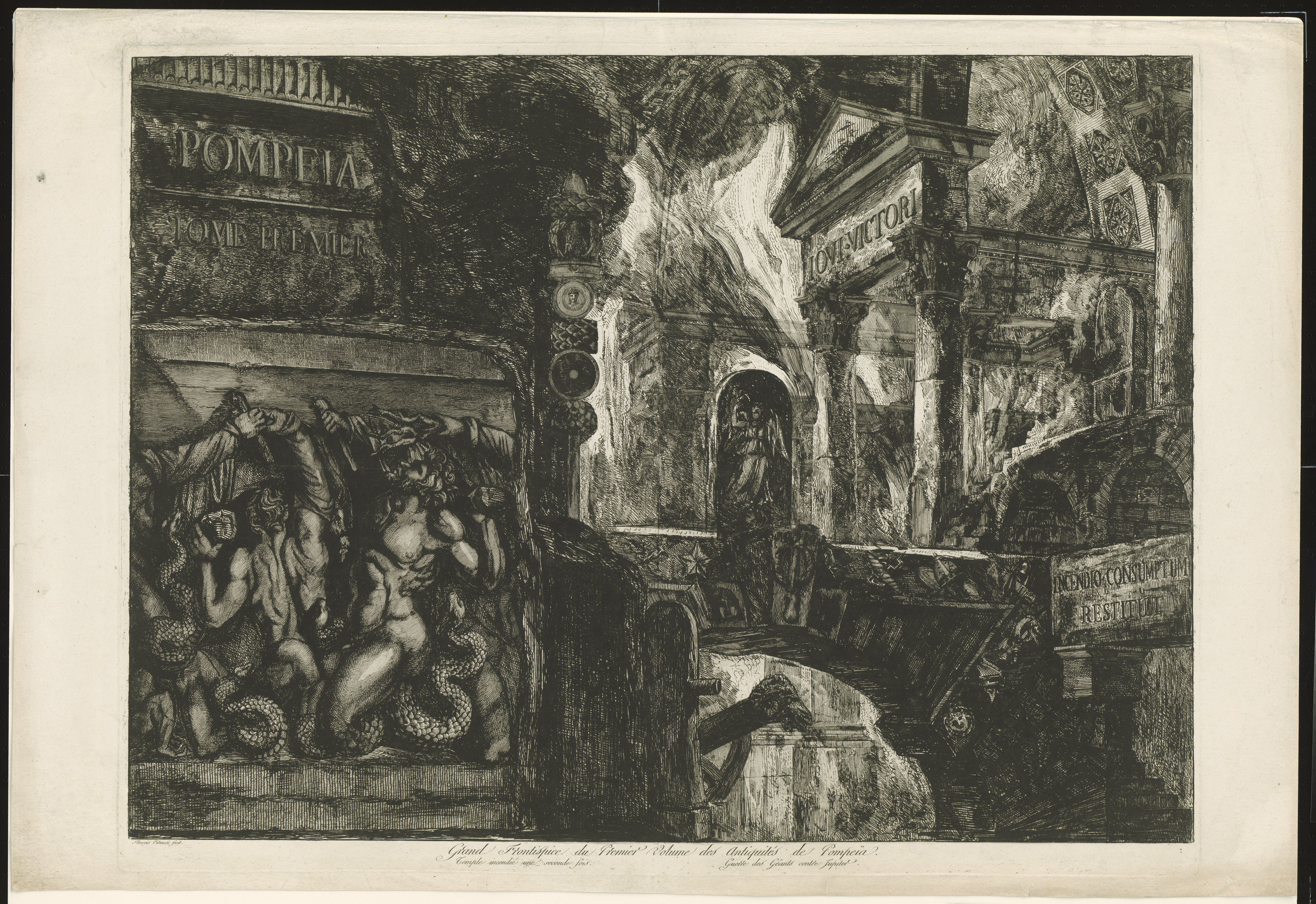
Война гигантов против Юпитера. Большой фронтиспис первого тома «Древностей Помпеи»
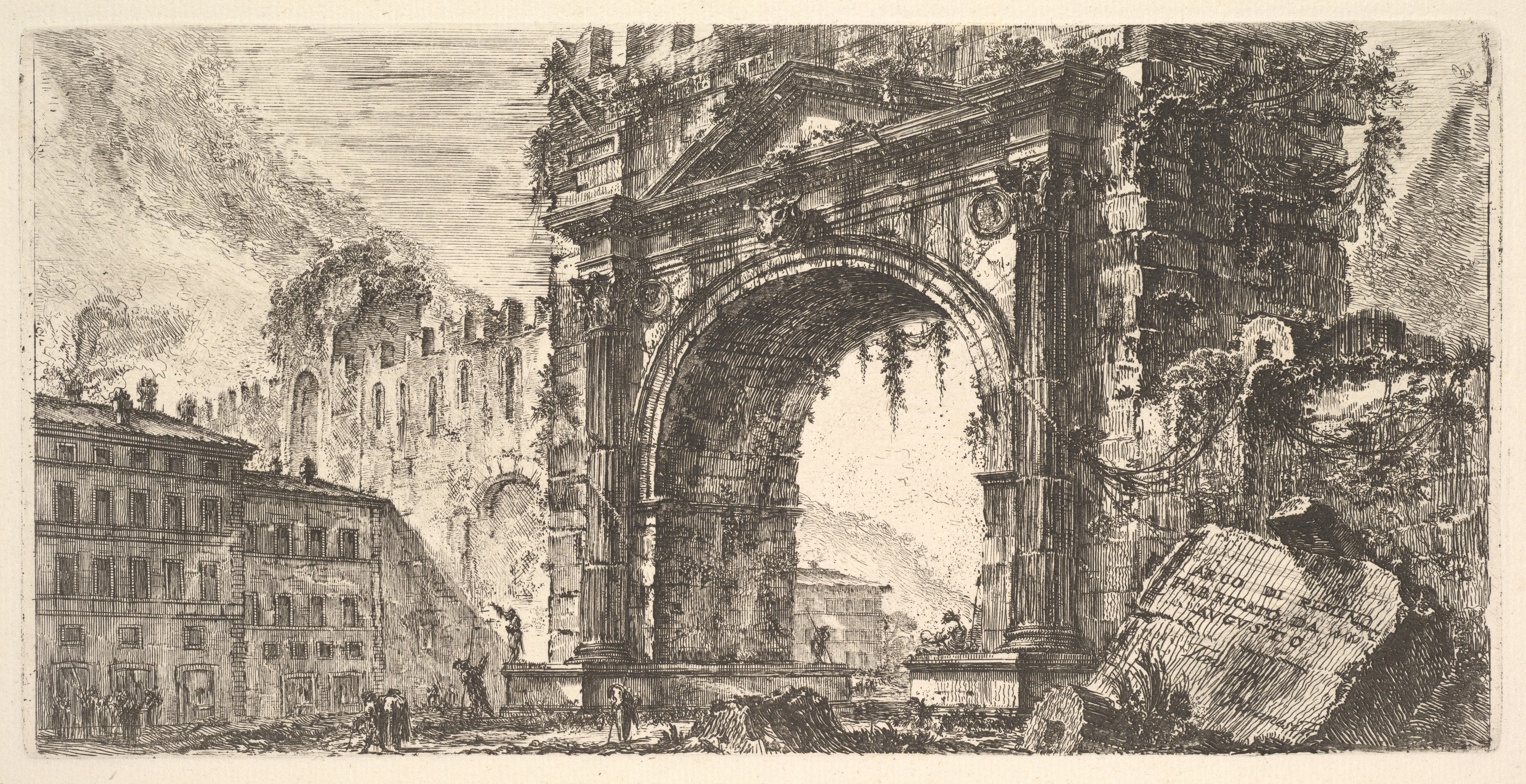
Арка Августа в Римини. 1748. Офорт
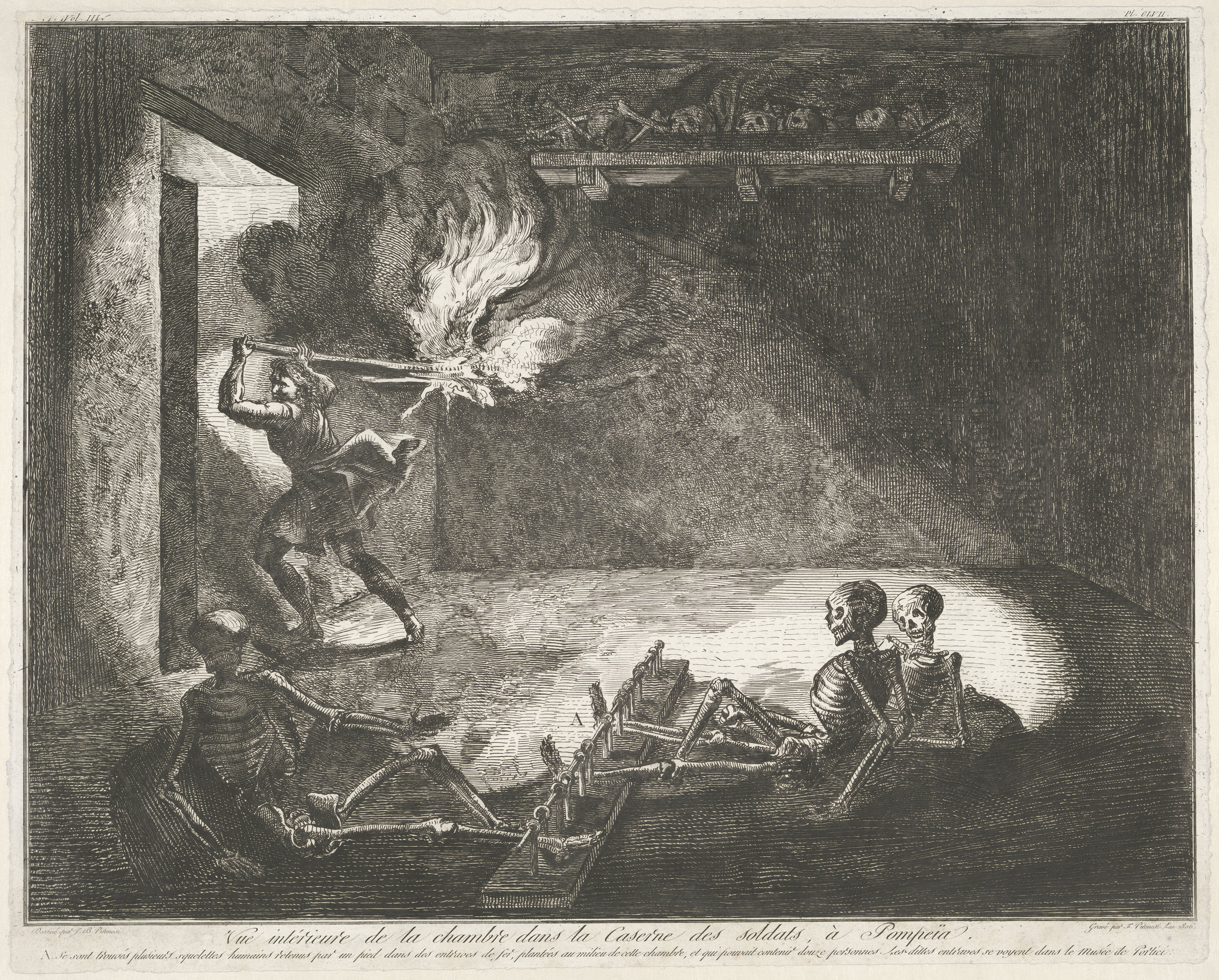
Солдатские казармы в Помпеях. Из альбома «Древности Великой Греции». 1804—1807
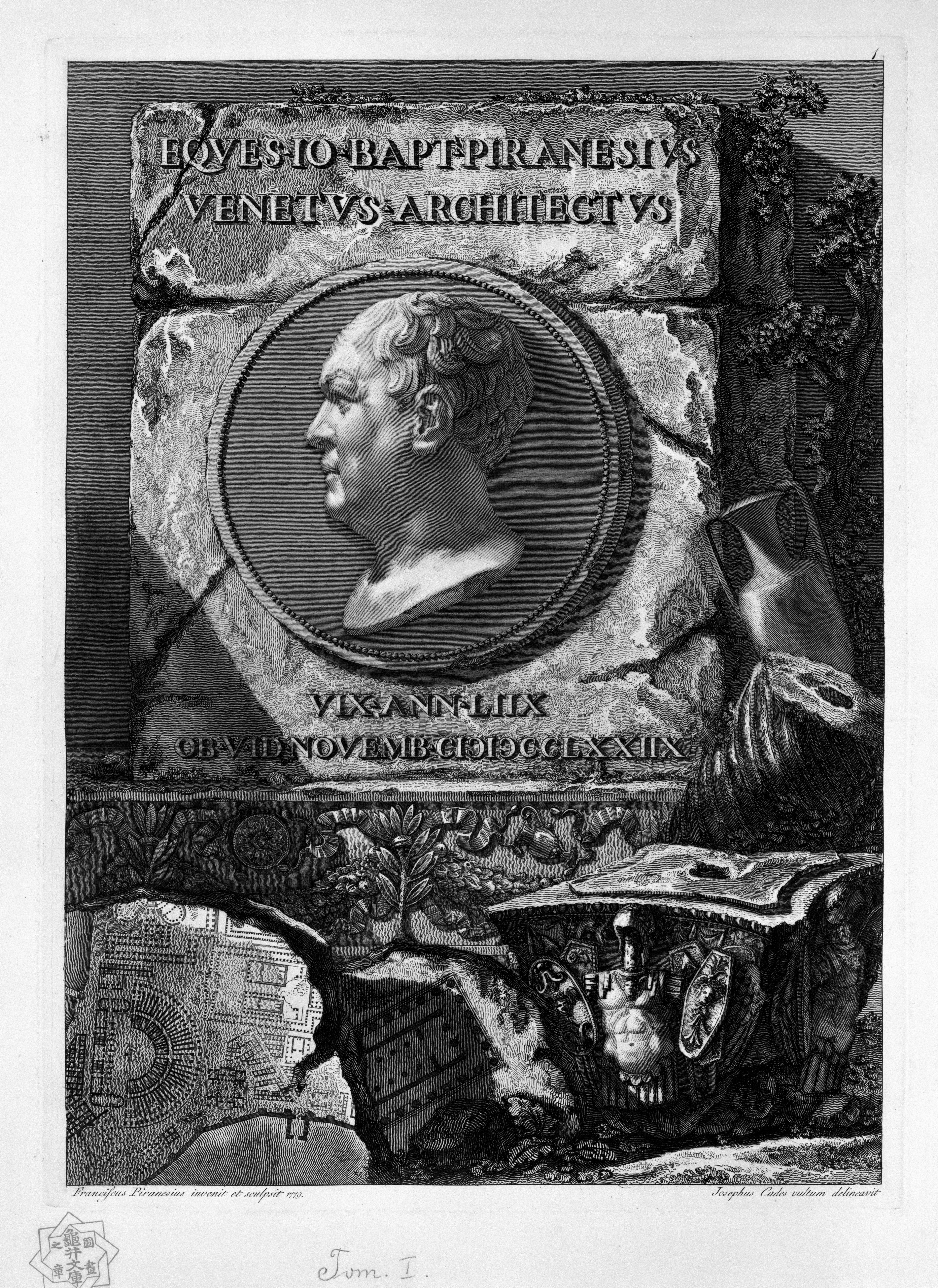
Портрет Джованни Баттиста Пиранези. 1779. Офорт
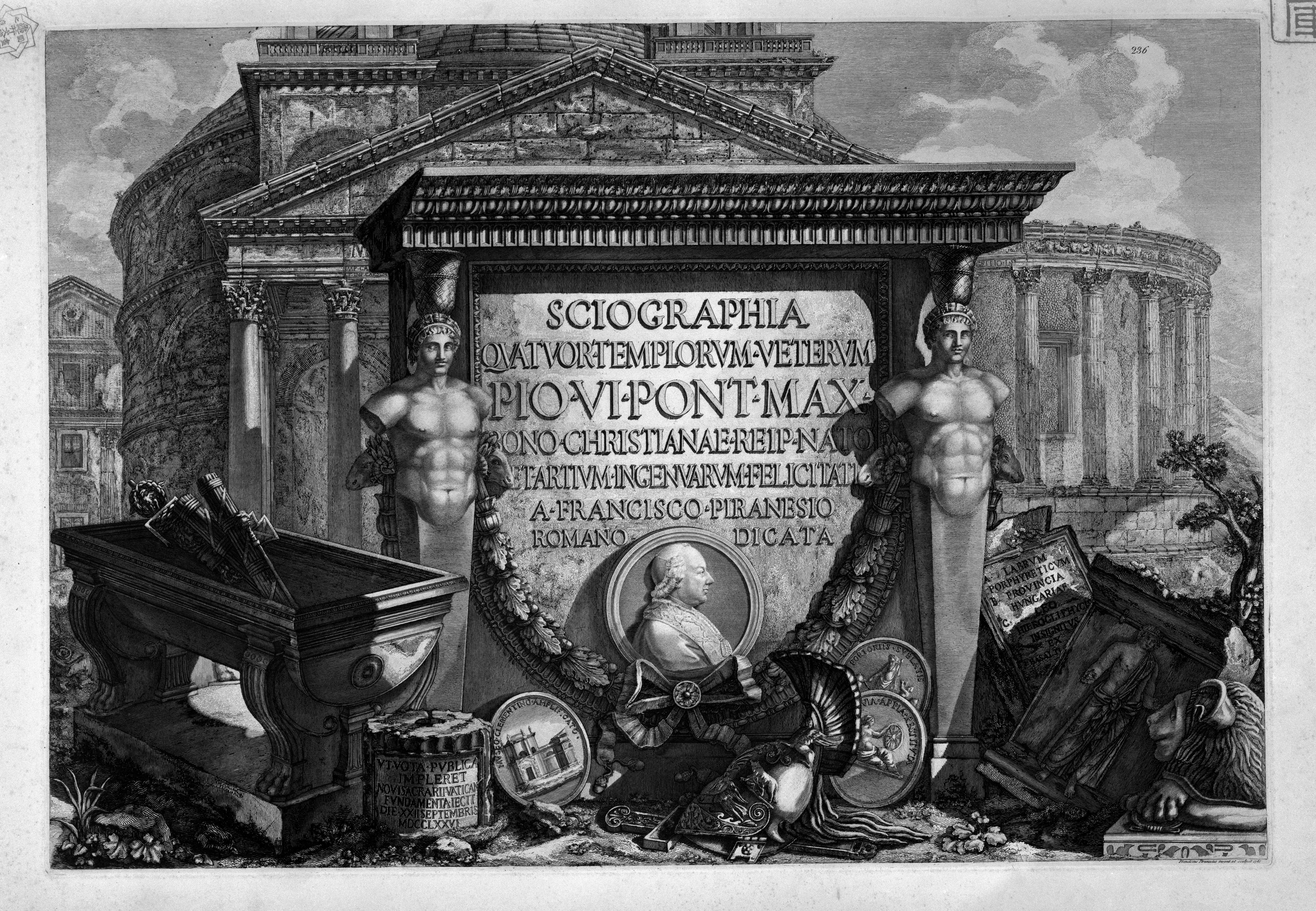
«Собрание античных храмов». Фронтиспис издания «Произведения Джованни Баттиста Пиранези, Франческо Пиранези и других». Том 6. Фирмен Дидо. Париж, 1835–1839
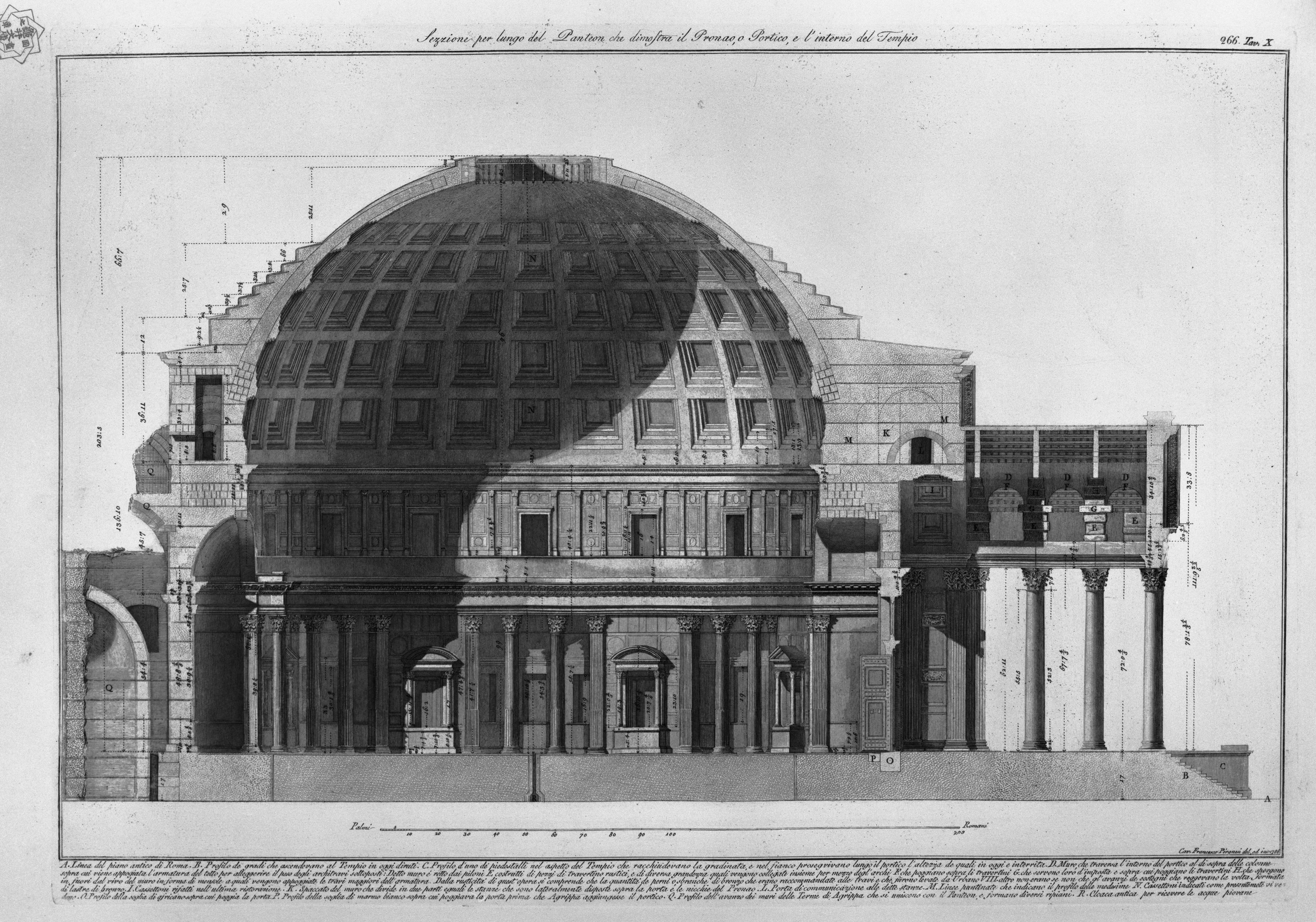
Пантеон в Риме. Разрез. 1790. Офорт
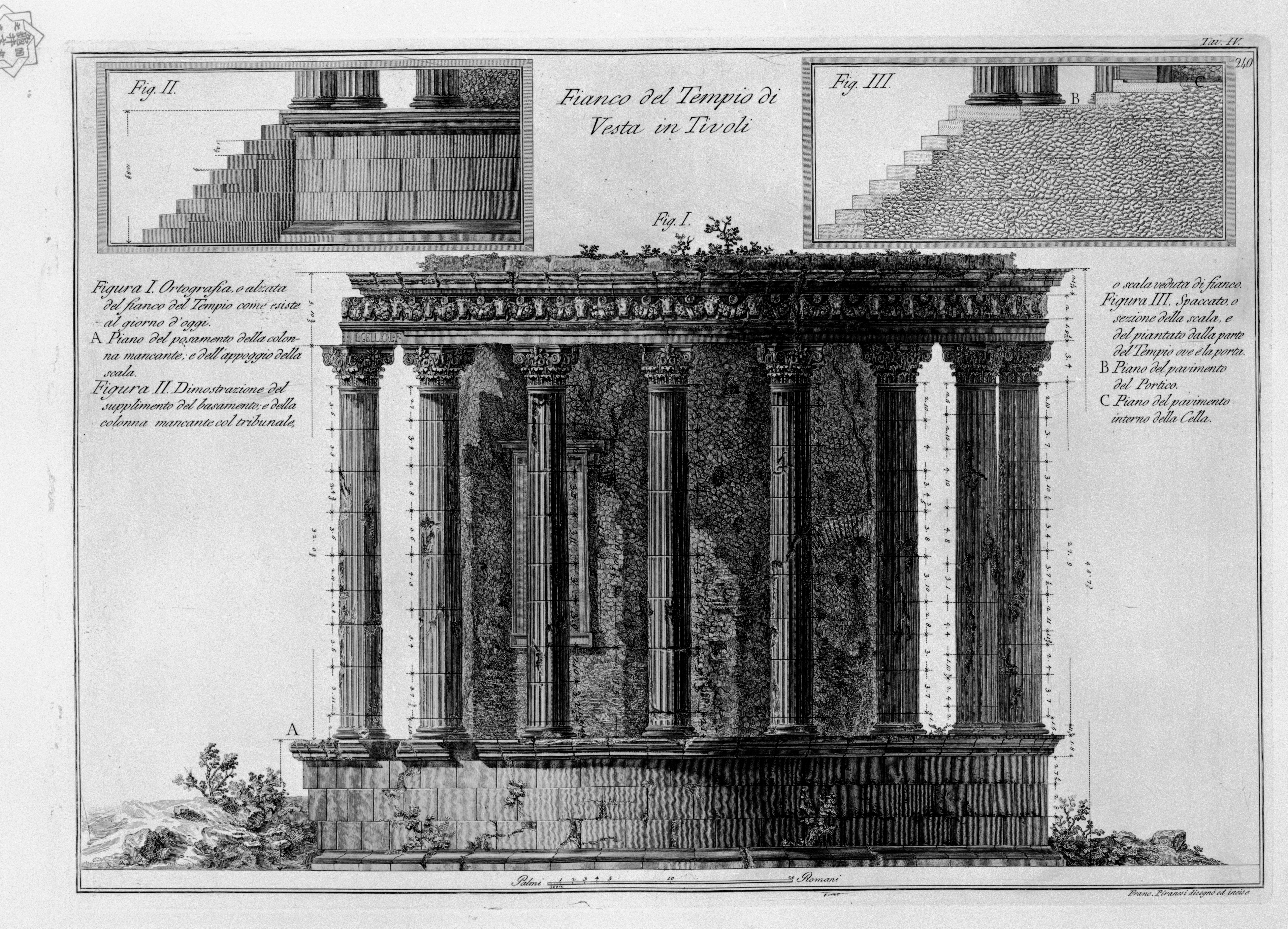
Храм Весты в Тиволи. 1780. Офорт
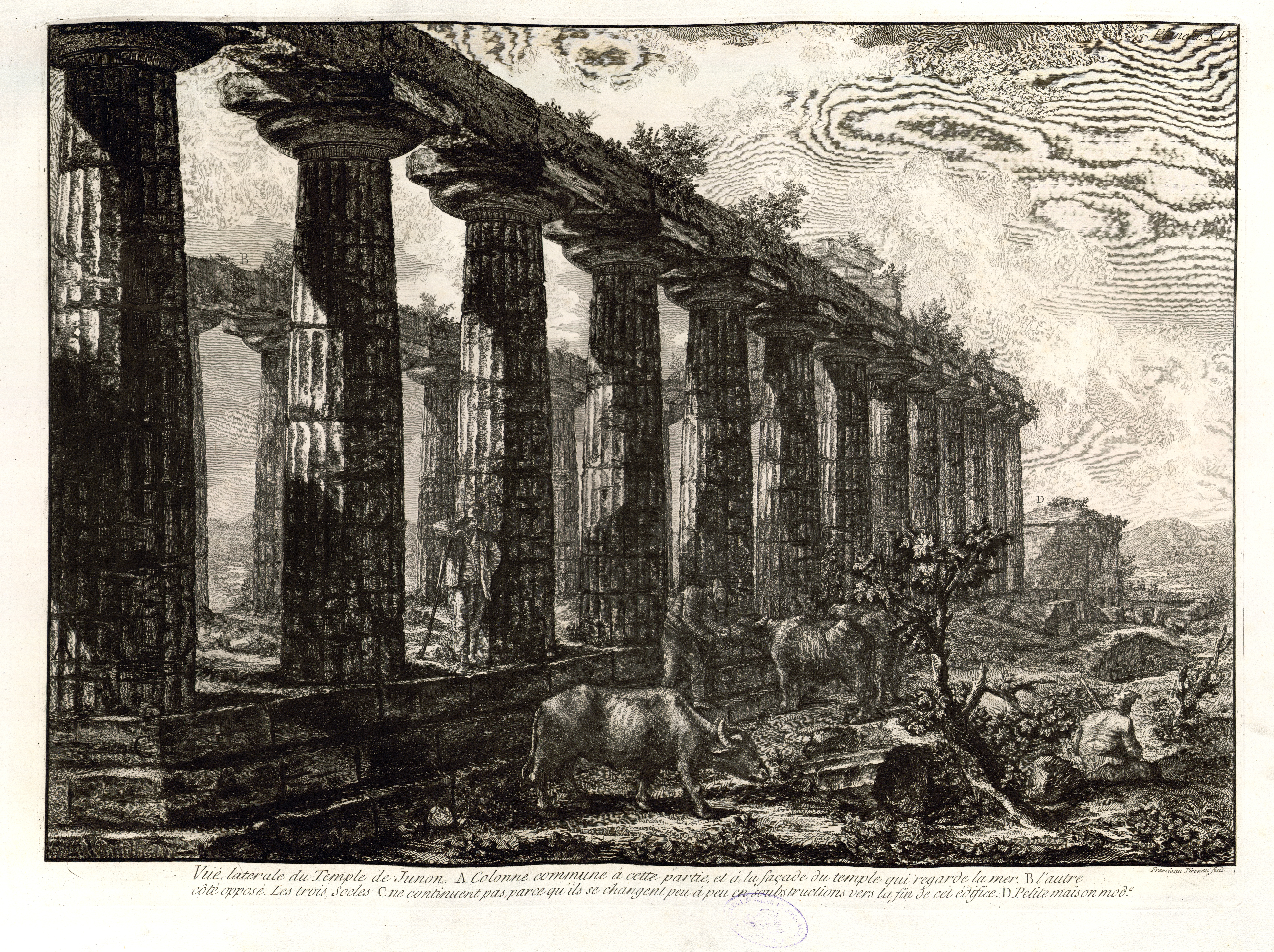
Пестум. 1778. Офорт
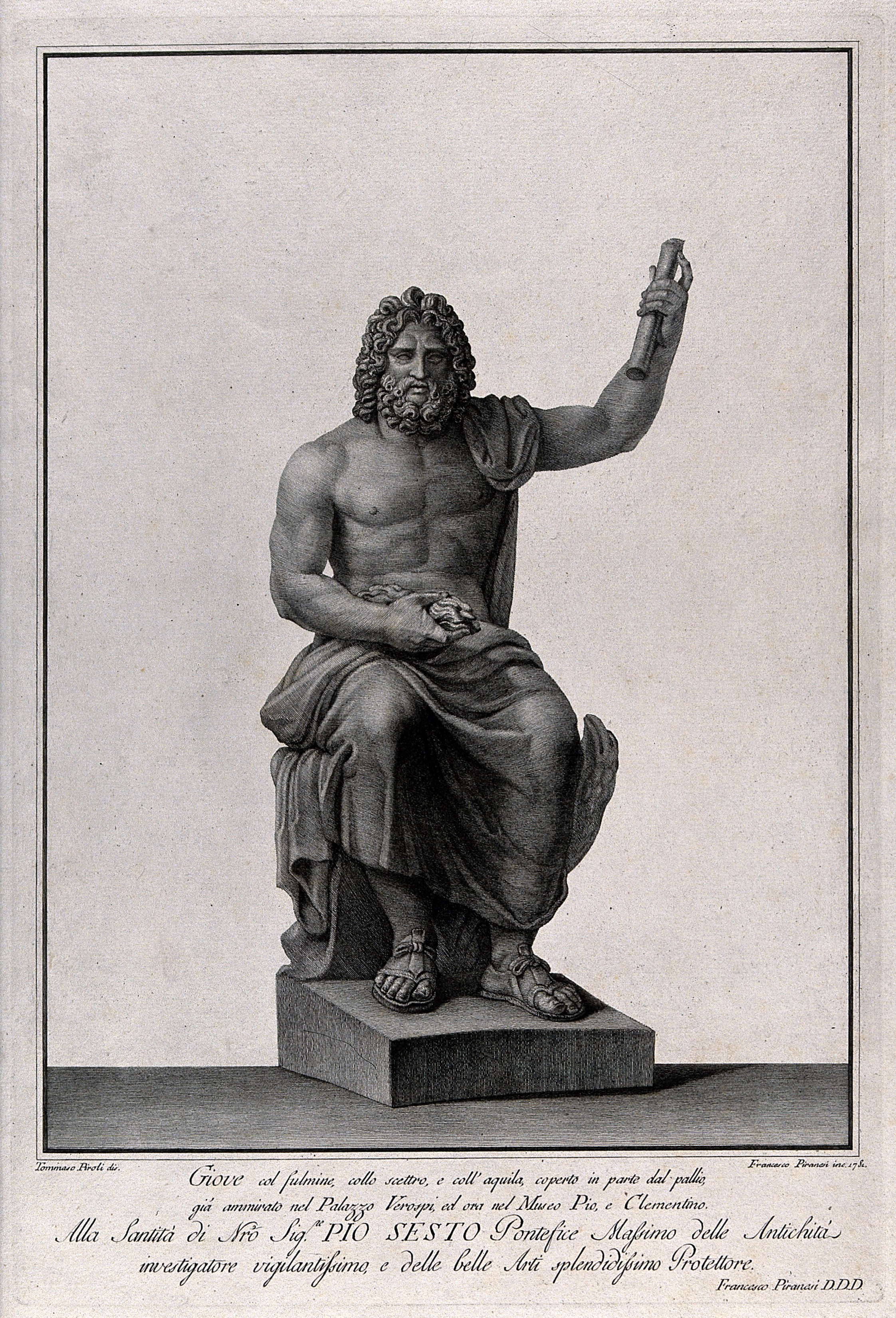
Статуя Юпитера. 1781. Офорт по рисунку Т. Пироли